# Aleksandrovskij rajon (Oblast' di Vladimir)
L'Aleksandrovskij rajon, in russo Александровский район?, è un rajon dell'Oblast' di Vladimir, nella Russia europea; il capoluogo è Aleksandrov. Istituito nel 1929, ricopre una superficie di 1.834 chilometri quadrati.